# Primera División (Argentinien) 1964
Die Primera División 1964 war die 34. Spielzeit der argentinischen Fußball-Liga Primera División. Begonnen hatte die Saison am 26. April 1964. Der letzte Spieltag war der 6. Dezember 1964. Als Aufsteiger kamen die Newell’s Old Boys sowie Ferro Carril Oeste aus der Primera B Nacional dazu. Die Boca Juniors beendete die Saison als Meister und wurde damit Nachfolger von CA Independiente. Man qualifizierte sich damit für die Copa Libertadores 1965, für die auch Vorjahresmeister Independiente qualifiziert war, da man den Libertadores-Cup 1964 gewann. Absteigen mussten keine Teams, da die Liga zur Folgesaison um zwei Mannschaften auf achtzehn Teilnehmer erweitert würde.

## Abschlusstabelle
| Pl. | Verein                      | Sp. | S  | U  | N  | Tore    | Diff. | Punkte |
| --- | --------------------------- | --- | -- | -- | -- | ------- | ----- | ------ |
| 1.  | Boca Juniors                | 30  | 17 | 10 | 3  | 035:150 | +20   | 44     |
| 2.  | CA Independiente (M)        | 30  | 15 | 8  | 7  | 044:260 | +18   | 38     |
| 3.  | River Plate                 | 30  | 13 | 11 | 6  | 042:300 | +12   | 37     |
| 4.  | CA San Lorenzo de Almagro   | 30  | 12 | 12 | 6  | 046:310 | +15   | 36     |
| 5.  | Club Atlético Atlanta       | 30  | 12 | 11 | 7  | 046:420 | +4    | 35     |
| 6.  | Racing Club                 | 30  | 12 | 8  | 10 | 045:370 | +8    | 32     |
| 7.  | CA Banfield                 | 30  | 11 | 10 | 9  | 034:320 | +2    | 32     |
| 8.  | CA Vélez Sarsfield          | 30  | 12 | 7  | 11 | 043:360 | +7    | 31     |
| 9.  | CA Huracán                  | 30  | 10 | 9  | 11 | 038:360 | +2    | 29     |
| 10. | Ferro Carril Oeste (N)      | 30  | 9  | 11 | 10 | 033:330 | ±0    | 29     |
| 11. | CA Rosario Central          | 30  | 7  | 14 | 9  | 037:380 | −1    | 28     |
| 12. | Chacarita Juniors           | 30  | 9  | 9  | 12 | 032:480 | −16   | 27     |
| 13. | Gimnasia y Esgrima La Plata | 30  | 6  | 13 | 11 | 027:360 | −9    | 25     |
| 14. | Estudiantes de La Plata     | 30  | 6  | 12 | 12 | 036:470 | −11   | 24     |
| 15. | Argentinos Juniors          | 30  | 4  | 9  | 17 | 026:450 | −19   | 17     |
| 16. | CA Newell’s Old Boys (N)    | 30  | 1  | 14 | 15 | 019:510 | −32   | 16     |

| (M) | Vorjahres-Meister                                    |
| (N) | Vorjahres-Aufsteiger aus der Primera B Nacional 1963 |

## Meistermannschaft
| CA Boca Juniors | |
|                 | Almir Pernambuquinho, Víctor Benítez, Pedro Callá, Oswaldo da Silva, Edson Dos Santos, Néstor Errea, Benicio Ferreira, Alberto Mario González, Ernesto Grillo, Miguel Ángel Loayza, Marinho, Silvio Marzolini, Norberto Menéndez, Osvaldo Nardiello, Orlando Peçanha, Juan José Pizzuti, Antonio Rattín, Antonio Roma, Juan Rulli, José María Silvero, Carmelo Simeone, Paulo Valentim Trainer: José D’Amico |

## Torschützenliste
| Pl. | Nat.        | Spieler       | Verein             | Tore |
| --- | ----------- | ------------- | ------------------ | ---- |
| 1   | Argentinien | Héctor Veira  | CA San Lorenzo     | 17   |
| 2   | Argentinien | Luis Artime   | River Plate        | 16   |
| 2   | Argentinien | Juan Cárdenas | Racing Club        | 15   |
| 2   | Argentinien | Juan Carone   | CA Vélez Sarsfield | 15   |
| 2   | Argentinien | Ermindo Onega | River Plate        | 15   |